# Доссаль

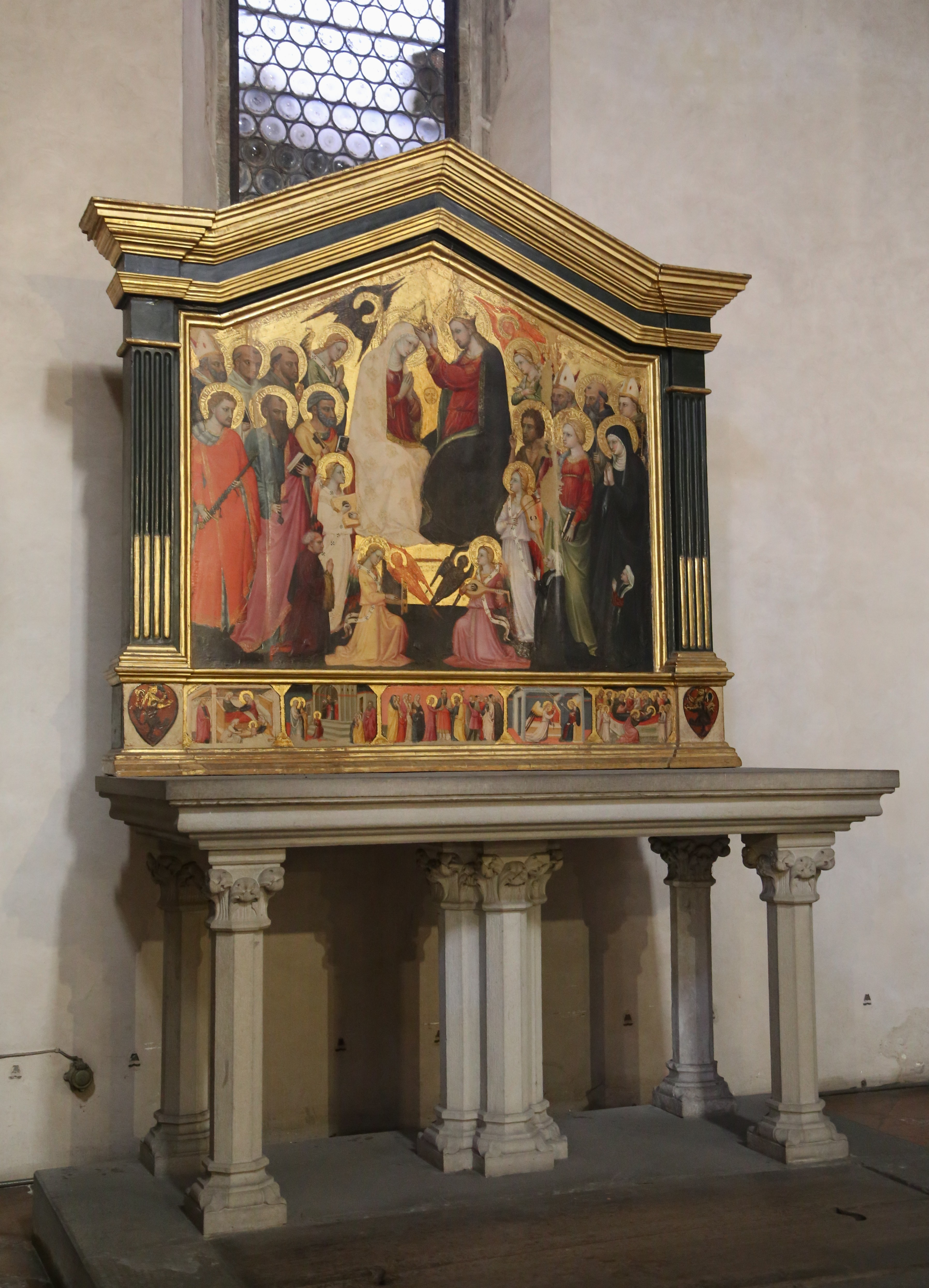
Биччи ди Лоренцо. Коронование Девы Марии и двенадцать святых. Доссаль капеллы Даванцати церкви Санта-Тринита во Флоренции. После 1430 г.

Доссаль, дорсаль, дорсалия (итал. dossale, от итал. dosso — спина; лат. dorsale, от dorsum — спина, хребет, плотина, гребень) — в католических храмах часть алтаря, находящаяся позади престола. Исторически закрепившийся термин западноевропейской католической иконографии. Вначале — просто ткань, покрывающая церковный престол. В отличие от позднейших испанских ретабло может представлять собой просто стенку либо тканую завесу, противопоставляемую антепендиуму, или фронтали (фр. frontal — лобовой, передний), оформляющей переднюю стенку престола — менсы (лат. mensa — стол, престол).

## История

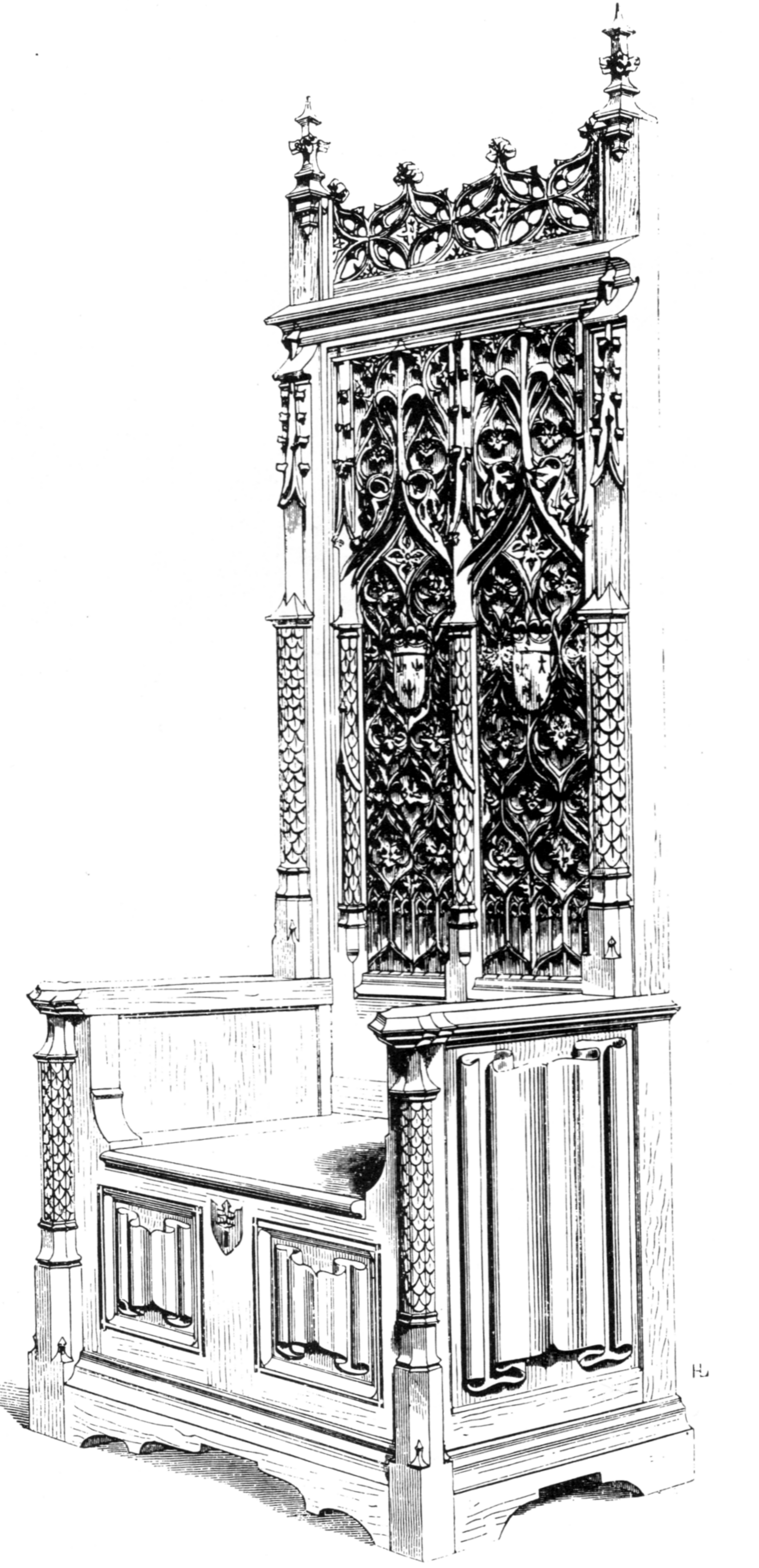
Дорсаль. XV в. По рисунку Э. Виолле-ле-Дюка

Свидетельства первых доссалов, использовавшихся в придворных светских церемониалах, относятся к очень раннему времени. Согласно документам Базельского собора 1019 года, доссали использовали в церковных службах только при особых обстоятельствах. Лишь в XII веке доссаль стал постоянным элементом церковного престола. Доссаль в базилике Сантьяго-де-Компостела в Галисии датируется 1135 годом. Фронталь и доссаль для алтаря аббатства Грандмон упоминаются в 1189 году.

## В декоративно-прикладном искусстве
В истории средневековой мебели готического стиля, церковной и светской, получила распространение несколько иная, французская форма термина: дорсаль (фр. dorsal — спинной). Так называли скамьи резного дерева с высокой спинкой, иногда с балдахином. Позднее, в XVII—XVIII веках, «дорсалия» — небольшой гобелен или тканая обивка, предназначенные для спинки кресла; немецкое название: рюклакен (нем. Rücken — спина, нем. Laken — простыня, обивка) — оборотное полотно или двусторонний гобелен, который используют для спинки кресла или стула.